# ألكسندر سيدلار
ألكسندر سيدلار (مواليد 13 ديسمبر 1991) هو لاعب كرة قدم صربي محترف يلعب لصالح نادي ديبورتيفو ألافيس الإسباني. يمكنه اللعب كلاعب خط وسط أو لاعب وسط مركزي، وفي الدفاع كلاعب وسط أو ظهير.
بدأ سيدلار مسيرته كلاعب خط وسط، لكنه أثبت نفسه كلاعب قلب دفاع عندما كان مع نادي ميتالاك.

## مسيرته الكروية

### بداياته
ولد سيدلار في نوفي ساد، وتخرج من مدرسة الشباب في نادي فويفودينا. بدأ مسيرته الكروية مع الأندية المحلية بوراك وإندكس. انتقل لاحقًا إلى نادي فيتيرنيك في الدوري الصربي فويفودينا، حيث شارك في 14 مباراة خلال موسم 2011–12.

### ميتالاك

#### موسم 2012–13
انضم سيدلار إلى نادي ميتالاك في موسم 2012–13. شارك في 21 مباراة في الدوري الصربي الأول كما شارك في مباراتين في الكأس.

#### موسم 2013–14
بخلاف الموسم السابق، حين لعب في الغالب كلاعب خط وسط، حصل سيدلار على دور مختلف، وفي الموسم الجديد، اعتمد عليه عادةً كمدافع. في بعض الأحيان، نُقل أيضًا إلى مركز الظهير الأيسر بينما كان يلعب كلاعب خط وسط، لذلك لم تكن المراكز في الدفاع غريبة بالنسبة له. في وقت لاحق، تم تدويره في مركز قلب الدفاع، لكنه لم يكن الخيار الأول، لذلك لم يشارك إلا في 3 مباريات بالدوري ومباراة واحدة في الكأس. بعد تغيير المدرب، تم تغيير التشكيل أيضًا، ولعب ميتالاك بثلاثة مدافعين مركزيين لمعظم نصف موسم الثاني. لعب سيدلار جميع المباريات في تلك الفترة. شارك في 20 مباراة حتى نهاية الموسم، بما في ذلك 18 مباراة بالدوري، ومباراة واحدة في الكأس، ومباراة واحدة في الملحق.

#### موسم 2014–15
في موسم 2014–15، كان سيدلار ضمن مجموعة أهم اللاعبين في ميتالاك، حيث شارك في 26 مباراة بالدوري. لعب أيضًا في بعض المراكز المختلفة كما في الماضي، ولكن في جميع المباريات الـ26 التي لعبها بدأ على أرض الملعب وسجل هدفين، ضد جيدينستفو بوتيفي، وجافور إيفانجيكا. كما لعب مباراتين في الكأس، ضد نابريداك كروشيفاتس وفوزدوفاك، ومباراتين فاصلتين بعد صعود ميتالاك إلى الدوري الصربي الممتاز.

#### موسم 2015–16
شارك سيدلار لأول مرة في الدوري الصربي الممتاز في المباراة الأولى من موسم 2015–16 كقلب دفاع، جنبًا إلى جنب مع فلاديمير أوتاشفيتش. في المباراة السابعة سجل هدفًا في الفوز خارج الأرض ضد سبارتاك سوبتيتسا. في المباراة التاسعة سجل أيضًا هدفًا خارج الأرض ضد فويفودينا. غاب سيدلار عن بعض المباريات في النصف الأول من الموسم بسبب الإصابة، ولكن في بداية ديسمبر، ذكرت وسائل الإعلام أن نادي النجم الأحمر بلغراد أبدى اهتمامه به. في وقت لاحق، بعد نهاية النصف الأول من الموسم، ظهرت أخبار تفيد بأن بارتيزان مهتم أيضًا. خلال الموسم، لعب سيدلار معظم المباريات كقائد للفريق، وكان أحد أهم اللاعبين في القائمة. اختبير سيدلار أيضًا في فريق الموسم من قبل صحيفة Sportski zurnal.

### بياست غليفيتسه
وقع سيدلار عقدًا لمدة ثلاث سنوات مع بياست غليفيتسه من الدوري البولندي الممتاز في يونيو 2016.

### ريال مايوركا
في 12 يوليو 2019، وقع سيدلار عقدًا لمدة أربع سنوات مع ريال مايوركا في الدوري الإسباني كلاعب حر.

### ديبورتيفو ألافيس
في 5 يوليو 2022، وقع سيدلار عقدًا لمدة عامين مع ديبورتيفو ألافيس في الدوري الإسباني الدرجة الثانية، بعد انتهاء عقده مع مايوركا.

## مسيرته الدولية
استدعى مدرب منتخب صربيا، سلافوليوب موسلين، سيدلار إلى الفريق لعدة مباريات ودية خلال عام 2016. وقد ظهر لأول مرة مع منتخب صربيا لكرة القدم في مباراة ودية انتهت بفوز صربيا 2–1 على قبرص في 25 مايو 2016.

## الإحصائيات

### النادي
آخر تحديث بعد المباراة التي لُعبت يوم 23 نوفمبر 2024.
| النادي           | الموسم   | الدوري                         | الدوري | الدوري  | الكأس المحلي | الكأس المحلي | أوروبيا | أوروبيا | أخرى   | أخرى    | المجموع | المجموع |
| النادي           | الموسم   | الدرجة                         | الظهور | الأهداف | الظهور       | الأهداف      | الظهور  | الأهداف | الظهور | الأهداف | الظهور  | الأهداف |
| ---------------- | -------- | ------------------------------ | ------ | ------- | ------------ | ------------ | ------- | ------- | ------ | ------- | ------- | ------- |
| فيتيرنيك         | 2011–12  | الدوري الصربي فويفودينا        | 14     | 0       | —            | —            | —       | —       | —      | —       | 14      | 0       |
| ميتالاك          | 2012–13  | الدوري الصربي الأول            | 21     | 0       | 2            | 0            | —       | —       | —      | —       | 23      | 0       |
| ميتالاك          | 2013–14  | الدوري الصربي الأول            | 18     | 0       | 1            | 0            | —       | —       | 1      | 0       | 20      | 0       |
| ميتالاك          | 2014–15  | الدوري الصربي الأول            | 26     | 2       | 2            | 0            | —       | —       | 2      | 0       | 30      | 2       |
| ميتالاك          | 2015–16  | الدوري الصربي لكرة القدم       | 34     | 2       | —            | —            | —       | —       | —      | —       | 34      | 2       |
| ميتالاك          | المجموع  | المجموع                        | 99     | 4       | 5            | 0            | 0       | 0       | 3      | 0       | 107     | 4       |
| بياست غليفيتسه   | 2016–17  | الدوري البولندي الممتاز        | 31     | 3       | 1            | 0            | 1       | 0       | —      | —       | 33      | 3       |
| بياست غليفيتسه   | 2017–18  | الدوري البولندي الممتاز        | 23     | 1       | 1            | 0            | —       | —       | —      | —       | 24      | 1       |
| بياست غليفيتسه   | 2018–19  | الدوري البولندي الممتاز        | 30     | 6       | 1            | 0            | —       | —       | —      | —       | 31      | 6       |
| بياست غليفيتسه   | المجموع  | المجموع                        | 84     | 10      | 3            | 0            | 1       | 0       | 0      | 0       | 88      | 10      |
| ريال مايوركا     | 2019–20  | الدوري الإسباني                | 12     | 0       | 2            | 0            | —       | —       | —      | —       | 14      | 0       |
| ريال مايوركا     | 2020–21  | الدوري الإسباني الدرجة الثانية | 16     | 0       | 1            | 0            | —       | —       | —      | —       | 17      | 0       |
| ريال مايوركا     | 2021–22  | الدوري الإسباني                | 10     | 0       | 4            | 0            | —       | —       | —      | —       | 14      | 0       |
| ريال مايوركا     | المجموع  | المجموع                        | 38     | 0       | 7            | 0            | 0       | 0       | 3      | 0       | 33      | 0       |
| ديبورتيفو ألافيس | 2022–23  | الدوري الإسباني الدرجة الثانية | 34     | 0       | 3            | 0            | —       | —       | —      | —       | 37      | 0       |
| ديبورتيفو ألافيس | 2023–24  | الدوري الإسباني                | 11     | 1       | 0            | 0            | —       | —       | —      | —       | 11      | 1       |
| ديبورتيفو ألافيس | 2024–25  | الدوري الإسباني                | 6      | 0       | 1            | 0            | —       | —       | —      | —       | 7       | 0       |
| ديبورتيفو ألافيس | المجموع  | المجموع                        | 51     | 1       | 4            | 0            | 0       | 0       | 0      | 0       | 55      | 1       |
| الإجمالي         | الإجمالي | الإجمالي                       | 286    | 15      | 18           | 0            | 1       | 0       | 3      | 0       | 308     | 15      |

1. ↑  تشمل كأس صربيا، كأس بولندا، كأس الملك
2. ↑  الظهور في المباريات الفاصلة في الدوري
3. ↑  الظهور في المباريات الفاصلة في الدوري
4. ↑  الظهور في الدوري الأوروبي

### المنتخب
آخر تحديث 31 ديسمبر 2016.
| المنتخب  | السنة    | المشاركات | الأهداف |
| -------- | -------- | --------- | ------- |
| صربيا    | 2016     | 2         | 0       |
| الإجمالي | الإجمالي | 2         | 0       |

## الإنجازات والجوائز
بياست غليفيتسه
- الدوري البولندي الممتاز: 2018–19

الفردية
- أفضل مدافع في الموسم في الدوري البولندي الممتاز: 2018–19[29]

## وصلات خارجية
- Aleksandar Sedlar stats at utakmica.rs باللغة الصربية (archived 17 August 2016)
- ألكسندر سيدلار على BDFutbol
- قالب:90minut
- ألكسندر سيدلار على Soccerbase